# Bookabie
Bookabie é uma localidade do estado australiano da Austrália Meridional situada na costa oeste desse estado, com vista para a Grande Baía Australiana a aproximadamente 648
 quilômetros (400 milhas) a noroeste da capital estadual, Adelaide, e a aproximadamente 103
 quilômetros (64 milhas) a oeste de Ceduna.
O nome foi usado pela primeira vez para numa localidade situada em Hundred of Magarey que passou por levantamento topográfico em julho de 1890 e oficialmente batizada pelo governador Kintore em 27 de agosto de  1891. O nome foi registrado pela jornalista Daisy Bates como derivado de uma palavra aborígene que significa “água ruim”, para designar um poço na região. Os limites foram criados em 23 de outubro de 2003 com alguma área não incorporada adicionada em 26 de abril de 2013.
A localidade de Bookabie consiste de terra associada a uma seção costeira com vista para a Grande Baía Australiana incluindo o para leste da Baía de Fowlers. A rodovia Eyre cruza a cidade na direção leste-oeste. Em 2012, a maior parte da terra estava destinada à agricultura enquanto a terra próxima à costa no sul estava destinada à conservação ambiental.
O censo australiano de 2016 foi realizado em agosto de 2016 registrou em agosto daquele ano que as localidades de Bookabie e Penong combinadas reuniam uma população de 289 pessoas. Administrativamente, Bookabie localiza-se na divisão federal de Grey, no distrito eleitoral estadual de Flinders e da área não incorporada pastoral da Austrália Meridional.